# Geografia di Modugno
Modugno è situata nell'immediato entroterra barese, nel territorio detto anche conca di Bari. La città sorge pochi chilometri a sud-ovest di Bari. Il suo territorio è prevalentemente pianeggiante ma caratterizzato da una continua e leggera pendenza in ascesa verso la Murgia.

## Morfologia del Territorio
Il suolo è di natura calcarea ed è interessato da fenomeni carsici tipici della Puglia e dell'opposta costa dalmata. Il carsismo pugliese è causa della quasi totale assenza di corsi d'acqua superficiali in quanto il terreno calcareo non è impermeabile. Altri fenomeni carsici caratteristici del territorio modugnese sono la formazione di grotte sotterranee e le lame.
Gran parte della Puglia ha una conformazione geomorfologia calcarea, risalente al periodo Cretacico del Mesozoico e al Pliocene del Cenozoico. L'emersione di queste terre si fa risalire nel periodo tra 65 e 2 milioni di anni fa, quando si stavano formando le Alpi e l'uomo faceva la sua comparsa sulla Terra.
Questa conformazione rocciosa è tipica anche del territorio tra Italia ed ex Jugoslavia, e delle Alpi Giulie. Dal nome di questo territorio (Carso) prende nome il fenomeno del carsismo tipico anche della regione pugliese.
Il suolo è composto rocce carbonatiche come i calcari, i tufi e le dolomie. Le acque piovane facilmente corrodono e modellano il terreno creando anfratti in superficie (apigei) o nel sottosuolo (ipogei).
I due fenomeni si combinano nelle grotte che si trovano ai bordi delle lame. Un esempio in territorio modugnese di questo fenomeno si può trovare nel Santuario di Santa Maria della Grotta. Le lame, come le gravine, sono fenomeni carsici tipici del paesaggio pugliese. Esse sono voragini, profonde spaccature del terreno relativamente strette e allungate. Non tutti gli studiosi concordano sull'origine della loro formazione: c'è chi sostiene che siano provocate dall'erosione delle piogge e dei fiumi, e chi afferma che siano state originate da sollevamenti della crosta terrestre.
Oggi, le lame del territorio barese sono dei piccoli torrenti, che si ingrossano solo in occasione di copiose piogge.
Dai fenomeni erosivi del carsismo deriva il caratteristico colore del terreno delle campagne Modugnesi e delle vicinanze: il colorito rossiccio del terreno deriva dai materiali insolubili, come gli ossidi di ferro, contenuti nelle rocce calcaree che rendono il suolo anche particolarmente fertile.

## Le lame di Modugno
Le lame sono ambienti particolarmente favorevoli al popolamento, grazie al loro microclima temperato, alla fertilità del suolo e alla presenza di corsi d'acqua. I loro pendii consentivano la coltivazione tramite terrazzamenti ed essendo di tufo sono adatte anche allo scavo di ambienti rupestri. Proprio nelle lame si sono trovate presenze umane risalenti al Neolitico: selci lavorate ed utensili.
Anche nel Medioevo, gli anfratti che caratterizzano i pendii delle lame erano abitati, anche grazie alla migrazione di monaci greco-bizantini, soprattutto Basiliani, che fuggivano dalla repressione iconoclastica condotta da Papa Leone III. Questi monaci diedero vita a comunità isolate ed eremitiche (laure) e a comunità più allargate in chiese ipogee. Nello stesso tempo, c'erano anche vere e proprie comunità rupestri laiche, che si dedicavano alla pastorizia, all'agricoltura e al piccolo commercio. Questa gente si rifugiava negli anfratti delle lame per sfuggire agli attacchi pirateschi che funestavano i territori costieri nell'Alto Medioevo. 
Nel XIV secolo, gli insediamenti rupestri furono progressivamente abbandonati, e gli abitanti delle terre modugnesi presero a stabilirsi in masserie e casali intorno alle lame.
Dal punto di vista naturalistico, il microclima particolarmente favorevole consente lo sviluppo di una florida vegetazione, caratteristica della macchia mediterranea. Particolarmente diffusi sono i mandorli, gli ulivi, le viti, le querce, i carrubi, i fichi, i fichi d’India, i sambuchi, diverse piante aromatiche e molte altre specie che dimostrano una grande ricchezza di flora.
Nell'ambito faunistico, è possibile scorgere piccoli mammiferi e diverse specie di uccelli stanziali e migratori.
Per lungo tempo le lame sono rimaste in stato di abbandono e di incuria. La scarsa consapevolezza del valore paesaggistico del territorio carsico pugliese ha talvolta ridotto le lame a discariche abusive di rifiuti solidi urbani, anche di rifiuti speciali, nonostante dal 1923 questi territori fossero sottoposti a vincoli di tutela ambientale.

### Lama Balice
È la lama più occidentale che attraversa il territorio della provincia barese, e la più estesa. Molto interessante sia dal punto di vista naturalistico e paesaggistico, ma anche dal punto di vista storico e architettonico, essendo anticamente attraversata dalla via Traiana. Raggiunge, in alcuni tratti, una profondità di 25 metri. Si estende in buona parte della zona industriale di Modugno e termina nel territorio di Bitonto, lambendone il centro abitato. 
In questa lama sono stati rinvenuti resti di antichi casali risalenti al Medioevo, ed altri ritrovamenti archeologici confermano una remota presenza umana in ipogei.
Il fondo della lama è percorso da un piccolo torrente nel quale confluiscono le acque reflue di Bitonto e l'acqua piovana. Dopo un percorso di 40 km sfocia in Adriatico a Bari, in località Fesca. In casi di precipitazioni del tutto eccezionali (1816, 1956 e 1967) si è assistito a piene e inondazioni. Dal 1977 è in progetto la realizzazione di un parco naturalistico per tutelare l'ambiente e il paesaggio della lama.

### Lama Misciano
È una diramazione della Lama Balice che si protende a meridione entrando nel territorio nord di Modugno, nella zona industriale. È molto meno profonda ed è lunga circa un kilometro e mezzo. Essa è coltivata a vigneti, mandorleti e uliveti; anche qui sono stati fatti ritrovamenti archeologici che testimoniano un'altica presenza umana: ipogei, menhir, costruzioni e casali rurali.
Tra questi ritrovamenti archeologici, ci sono i resti di un insediamento rurale, di una chiesetta e di un sepolcreto risalenti al periodo tardo romano e altomedievale.

### Lama Lamasinata
Attraversa i territori di Bari, Modugno, Bitritto, Bitetto e Palo del Colle. Sul ciglio della lama si scorgono ancora oggi numerosi insediamenti rupestri. Essa attraversa i luoghi dove sorgono ancora oggi il Santuario di Santa Maria della Grotta e Balsignano.